# Quagmire’s Baby
Quagmire’s Baby («Ребёнок Куагмира») — шестая серия восьмого сезона мультсериала «Гриффины». Премьерный показ состоялся 15 ноября 2009 года на канале FOX.

## Сюжет
Куагмиру подбрасывают его незаконнорождённого ребёнка, от которого отказалась мать. Гленн принимает его и называет девочку Анна Ли. Новоиспечённая дочка причиняет много хлопот отцу, мешая тому вести прежнюю беспутную половую жизнь. Вняв совету Джо, тот отдаёт её приёмным родителям, но сам не перестаёт думать о ней, и вскоре, с друзьями же, отправляется к её новым родителям, чтобы вернуть девочку. Увидев новую семью своей дочки, Куагмир всё-таки решает, что та подходит ей больше, чем его существование, и не претендует на неё более, упомянув, правда, что, «возможно, он трахнет её, когда ей стукнет 18» (maybe I’ll bump into her in eighteen years).
Тем временем Стьюи создаёт себе в помощники клона, которого называет Сука-Стьюи (Bitch Stewie). Заинтересованный Брайан просит сделать себе такого же. Стьюи идёт навстречу приятелю, но вскоре выясняется, что жизнь клонов весьма коротка.

## Создание
Автор сценария: Патрик Мейган
Режиссёр: Джерри Лэнгфорд
Композитор:
Приглашённые знаменитости: Мэй Уитмэн (в роли Анны Ли), Бриттани Сноу (в роли Кэнди) и Джон Баннелл (камео)
- Премьеру эпизода посмотрели 8 280 000 зрителей: он уступил лишь премьерной серии «Симпсонов» («The Devil Wears Nada»)[4], но обогнал «Шоу Кливленда» («Ladies' Night») и «Американского папашу» («Shallow Vows») (англ.).
- Регулярный критик «Гриффинов» (IGN, обозреватель Ахсан Хак) положительно оценил этот эпизод, отметив интересную сюжетную линию Куагмира, и взаимоотношения Стьюи и Брайана (Quagmire’s quirky storylines and the pairing of Brian and Stewie as a good combination)[5].
- В эпизоде упоминается BBC World Service.